# オン・ザ・コーナー
『オン・ザ・コーナー』（On The Corner）は、ジャズ・トランペット奏者マイルス・デイヴィスが、1972年に制作・発表したアルバム。

## 解説
1970年代のマイルスは、スライ&ザ・ファミリー・ストーンを意識していたと言われており、そのことが濃厚に表れたファンク色の強い内容となっている。トランペットのソロが少ないこともあり、発表当時は問題作とする声もあったが、マイルスの死後、クラブ・ミュージックの隆盛に伴い再評価された。
多数のミュージシャンがレコーディングに関わっており、シタール奏者まで含む。また、ハービー・ハンコックが呼び戻されたのに加え、既にリターン・トゥ・フォーエヴァーを立ち上げていたチック・コリア、マハヴィシュヌ・オーケストラを立ち上げていたジョン・マクラフリンも参加し、一種のオールスター・セッション的な様相を呈した。
2007年、本作収録曲の未編集ヴァージョンなどを含む6枚組CDボックス・セット『ザ・コンプリート・オン・ザ・コーナー・セッションズ』が発売された。

## 収録曲
全曲マイルス・デイヴィス作曲。
1. オン・ザ・コーナー / ニューヨーク・ガール / シンキン・ワン・シング・アンド・ドゥイン・アナザー / ヴォート・フォー・マイルス - "On The Corner / New York Girl / Thinkin' One Thing And Doin' Another / Vote For Miles" 20:02
2. ブラック・サテン - "Black Satin" 5:20
3. ワン・アンド・ワン - "One And One" 6:09
4. ヘレン・ビュート / ミスター・フリーダム X - "Helen Butte / Mr. Freedom X" 23:18

## 演奏メンバー
- マイルス・デイヴィス (Miles Davis) - エレクトリック・トランペット、オルガン
- デイヴ・リーブマン (Dave Liebman) - ソプラノ&テナー・サックス(1-4)
- カルロス・ガーネット (Carlos Garnett) - ソプラノ&テナー・サックス(6-8)
- ベニー・モウピン (Bennie Maupin) - バスクラリネット
- チック・コリア (Chick Corea) - フェンダー・ローズ、キーボード(1-4)
- ハービー・ハンコック (Herbie Hancock) - フェンダー・ローズ、キーボード
- ハロルド・ウィリアムス (Harold Ivory Williams) - キーボード
- セドリック・ローソン (Cedric Lawson) - オルガン
- デヴィッド・クリーマー (Dave Creamer) - ギター(1-4)
- レジー・ルーカス (Reggie Lucas) - ギター
- ジョン・マクラフリン (John McLaughlin) - ギター(1-4)
- カリル・バラクリシュナ (Khalil Balakrishna) - エレクトリック・シタール
- コリン・ウォルコット (Collin Walcott) - エレクトリック・シタール
- マイケル・ヘンダーソン (Michael Henderson) - エレクトリックベース
- ドン・アライアス (Don Alias) - ドラム、パーカッション
- ジャック・ディジョネット (Jack DeJohnette) - ドラム
- アル・フォスター (Al Foster) - ドラム
- ビリー・ハート (Billy Hart) - ドラム
- ジェームズ・エムトゥーメ (James Mtume) - パーカッション
- バダル・ロイ (Badal Roy) - タブラ
- ポール・バックマスター (Paul Buckmaster) - チェロ
- テオ・マセロ (Teo Macero) - サックス(1-4)